# Марсель Сердан
Марсéль Сердáн (фр. Marcel Cerdan; 22 липня 1916, Сіді-Бель-Аббес, Алжир — 28 жовтня 1949, о. Сан-Мігел, Азорські острови) — французький боксер алжирського походження, неодноразовий чемпіон Франції, чемпіон Європи в другій напівсередній вазі (1939), чемпіон Європи в середній вазі (1939—1942 рр.), чемпіон світу в середній вазі 1948 р.